# Чемпионат Мозамбика по шоссейному велоспорту
Чемпионат Мозамбика по шоссейному велоспорту — национальный чемпионат Мозамбика по шоссейному велоспорту, проводимый Федерацией велоспорта Мозамбика с 2011 года. За победу в дисциплинах присуждается майка в цветах национального флага (на илл.).

## Призёры

### Мужчины. Групповая гонка.
| Год  | Победитель      | Второй           | Третий         |
| ---- | --------------- | ---------------- | -------------- |
| 2011 | Мигель Тейшейра | Густаво Да Силва | Марио Траверси |

### Мужчины. Индивидуальная гонка.
| Год  | Победитель    | Второй          | Третий      |
| ---- | ------------- | --------------- | ----------- |
| 2011 | Кинья Фонсека | Мигель Тейшейра | Мусса Рашид |
| 2012 | Кинья Фонсека |                 |             |

### Женщины. Групповая гонка.
| Год  | Победитель     | Второй | Третий |
| ---- | -------------- | ------ | ------ |
| 2012 | Лейла Султуане |        |        |